# Combined Chiefs of Staff

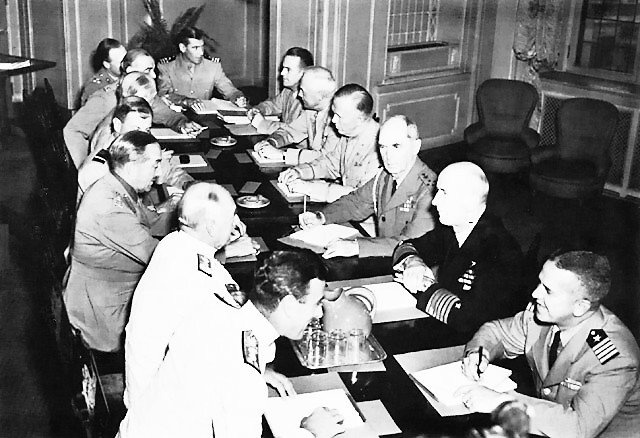
Una riunione del CCS durante la conferenza di Québec dell'agosto 1943

Il Combined Chiefs of Staff (letteralmente "Capi di stato maggiore combinati" in lingua inglese) fu il massimo organo di alto comando militare degli Alleati occidentali durante la seconda guerra mondiale.
L'organismo, che riuniva gli esponenti dei massimi enti decisori militari di Stati Uniti d'America (Joint Chiefs of Staff) e Regno Unito (Chiefs of Staff Committee), era incaricato di definire le maggiori decisioni strategiche delle due nazioni, soggette poi all'approvazione congiunta finale dei rispettivi vertici politici (rispettivamente il presidente degli Stati Uniti d'America e il primo ministro del Regno Unito).

## Storia
La decisione di istituire uno "stato maggiore congiunto" per coordinare gli sforzi militari di Stati Uniti e Regno Unito prese vita a partire dalla Conferenza Arcadia, tenutasi a Washington a partire dal 22 dicembre 1941 tra il primo ministro Winston Churchill e il presidente Franklin D. Roosevelt; giunta pochi giorni dopo l'attacco di Pearl Harbor e l'entrata in guerra degli Stati Uniti, la conferenza fu impiegata da Churchill come un'opportunità per impostare la strategia generale degli Alleati per il conflitto in corso. Il capo di stato maggiore dell'Esercito degli Stati Uniti, generale George Marshall, concepì quindi l'idea di istituire un ufficio di coordinamento combinato, idea che fu poi fatta propria da Roosevelt e proposta a Churchill. Gli aiutanti militari del primo ministro non erano così favorevoli all'idea, e l'appena nominato capo dello stato maggiore imperiale feldmaresciallo Alan Brooke (l'equivalente britannico di Marshall) era addirittura fermamente contrario; Brooke, tuttavia, fu lasciato a Londra e non venne consultato dal primo ministro durante la conferenza. L'idea dello stato maggiore congiunto fu quindi approvata, con l'intesa che esso avrebbe avuto una sede permanente a Washington dove il feldmaresciallo John Dill avrebbe rappresentato il Regno Unito
Il Combined Chiefs of Staff (CCS) era costituito dall'unione del britannico Chiefs of Staff Committee (lo stato maggiore generale delle forze armate britanniche) e dello statunitense Joint Chiefs of Staff, con quest'ultimo creato espressamente da Roosevelt su proposta di Marshall il 9 febbraio 1942 per coordinare le operazioni di esercito e marina e presentare un fronte comune statunitense davanti ai capi di stato maggiore britannici durante le riunioni del CCS.
Lo statuto del CCS fu approvato dal presidente Roosevelt il 21 aprile 1942. I rappresentanti statunitensi al CCS sarebbero stati:
- il capo di stato maggiore dell'United States Army, generale George Marshall;
- il capo delle operazioni navali (capo di stato maggiore della United States Navy), ammiraglio Ernest King;
- il capo di stato maggiore dell'United States Army Air Forces, tenente generale Henry Arnold.

Nel luglio 1942 fu aggiunto un quarto membro alla delegazione statunitense, il capo di stato maggiore personale di Roosevelt ammiraglio William Leahy.
Dal lato britannico, gli scranni del CCS erano occupati abitualmente dai membri della missione militare britannica situata permanentemente a Washington; i rappresentanti del Chiefs of Staff Committee prendevano parte alle sedute del CCS solo durante gli incontri tra Roosevelt e Churchill. I membri britannici del CCS erano:
- il rappresentante personale a Washington del primo ministro, feldmaresciallo John Dill (dal 4 novembre 1944, a seguito della sua morte, sostituito dal feldmaresciallo Henry Maitland Wilson);
- il capo dello stato maggiore imperiale (capo di stato maggiore del British Army), feldmaresciallo Alan Brooke; i suoi rappresentanti permanenti a Washington furono, nel corso della guerra, i generali Colville Wemyss e Gordon Macready;
- il primo lord del mare (capo di stato maggiore della Royal Navy), ammiraglio Dudley Pound (rimpiazzato il 15 ottobre 1943 dall'ammiraglio Andrew Cunningham, già rappresentante di Pound a Washington); i suoi rappresentanti permanenti a Washington furono gli ammiragli Charles Little, Percy Noble e James Somerville;
- il capo di stato maggiore Royal Air Force, maresciallo Charles Portal; i suoi rappresentanti permanenti a Washington furono i marescialli Douglas Evill, William Welsh e Douglas Colyer.

Gli organi del CCS comprendevano un segretariato congiunto e un certo numero di comitati. Il 24 marzo 1942 il Joint Chiefs of Staff statunitense fu designato come responsabile primario delle operazioni belliche nel teatro del Pacifico, mentre il Chiefs of Staff Committee britannico si sarebbe occupato del teatro di guerra Medio Oriente-Oceano Indiano; il teatro europeo-mediterraneo-atlantico fu designato come di responsabilità congiunta dei due stati maggiori; la Cina fu designata come un separato teatro di guerra sotto il comando del suo capo di stato Chiang Kai-shek, per quanto rientrasse nella sfera di responsabilità degli Stati Uniti. Sei giorni dopo, il Joint Chiefs of Staff divise il teatro bellico del Pacifico in tre comandi separati: il Pacific Ocean Areas (POA), il South West Pacific Area (SWPA) e il South East Pacific Area (SEPA)
Il CCS svolgeva le sue riunioni permanenti a Washington, ma nella sua forma piena si riuniva solo durante le grandi conferenze tra i rispettivi capi di governo (come la conferenza di Casablanca), nel corso delle quali venivano definite le maggiori decisioni strategiche per la conduzione della guerra e dove Roosevelt e Churchill cercavano di raggiungere un accordo formale su questioni poi accuratamente gestite dal CCS. Per quanto responsabile davanti ai governi di Londra e Washington, il CCS controllava in pratica tutte le forze armate degli Alleati occidentali impegnate nei teatri bellici europeo, mediterraneo e asiatico; i rappresentanti degli alleati minori non erano membri del CCS, ma la procedura accettata comprendeva la consultazione del CCS con rappresentanti militari delle potenze minori su questioni di rilevanza strategica.
Il CCS concluse di fatto le attività con la fine della guerra nel settembre 1945, ma la struttura tornò talvolta a riattivarsi nel corso dei primi anni della guerra fredda, in particolare durante gli eventi del blocco di Berlino e durante i negoziati per la formazione dell'Organizzazione del Trattato dell'Atlantico del Nord. Sia il Joint Chiefs of Staff che il Chiefs of Staff Committee tornarono a riunirsi nella forma di "Combined Chiefs of Staff Committee" nel marzo 2013 a Washington; un altro incontro nello stesso formato si svolse a Londra nel giugno 2014 e alla National Defense University di Fort Lesley J. McNair nel maggio 2015.